# 2019년 이빈 지진
2019년 이빈 지진(중국어: 2019年宜宾地震)은 2019년 6월 17일 중화인민공화국 쓰촨성 이빈시 부근에서 일어난 모멘트 규모 Mw5.8의 지진이다. 중국 지진 네트워크 센터에서는 표면파 규모 Ms6.0으로 측정하였다.

## 여진
6월 18일 8시 30분 기준 규모 M2.0 이상 지진은 65회 있었다. 이중 규모 M5-5.9급의 지진도 2차례 있었으며 M4급 규모 지진 3회가 일어났다. 같은 날인 6월 18일 오전 7시 34분에는 표면파 규모 M5.3의 지진이 일어나기도 했다. 22일 오후 2시 29분에는 모멘트 규모 Mw5.3의 최대여진이 발생하였다.
7월 4일에도 규모 M5.2의 여진이 발생하였다.

## 지진 피해
지진으로 여러 산사태가 일어나 창닝현에서 9명이, 궁현에서 3명이 사망하였으며 창닝현, 궁현, 가오현 3개 현에서 135명이 부상을 입었다. 오후 들어서는 인명 피해가 13명 사망, 200명 이상 부상으로 증가하였다.
6월 22일 일어난 규모 M5.3의 여진으로 궁현에서 부상자 31명이 다시 발생하였다.
7월 4일 일어난 규모 M5.2의 여진으로 창닝현에서 부상자 13명이 나오고 여러 건물이 붕괴되는 피해가 일어났다.
또한 지진의 영향으로 창닝현 내의 많은 도로가 이용이 불가능해졌고 지진이 일어난 진앙 근처의 이빈-루저우 고속도로, 나시-치안 고속도로 일부분이 폐쇄되었으며 쓰촨성도 제309호선도 일부 폐쇄되었다. 이 외에 지진으로 4만 가구가 정전 피해를 입었다.

## 반응 및 대처
지진 후 쓰촨성 지방정부는 긴급 대응을 시작했으며 쓰촨성 당서기 펑칭화와 성장 인리는 구조를 지시했다. 중화인민공화국 긴급관리부는 긴급 대응을 시작하여 쓰촨성 구급구조단 외 주변 6개 지역 구급대와 지진실무단을 파견하였다.

## 같이 보기
- 2019년 지진
- 중국의 지진 목록